# Marchirolo

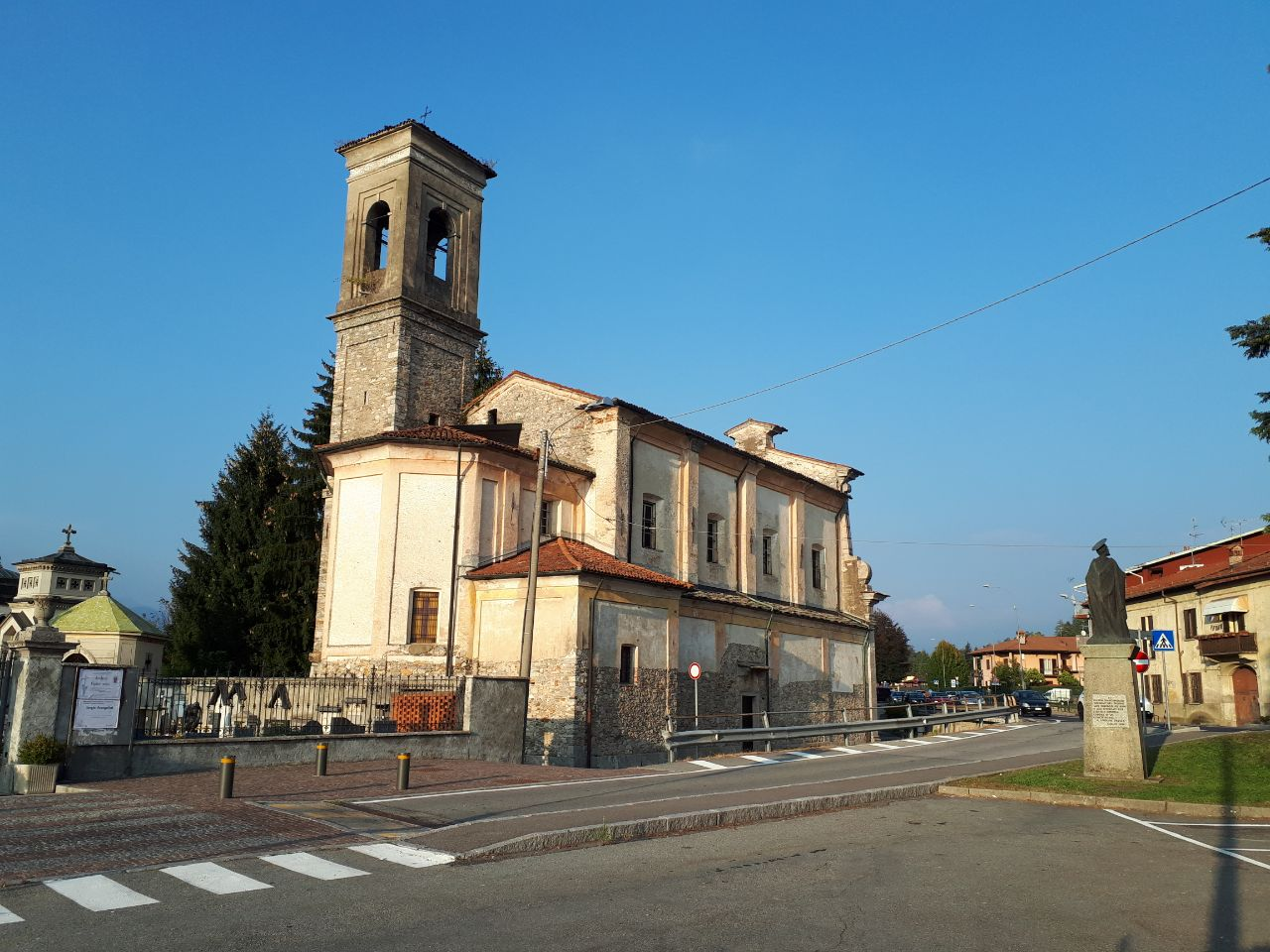
Kirche San Pietro e Paolo

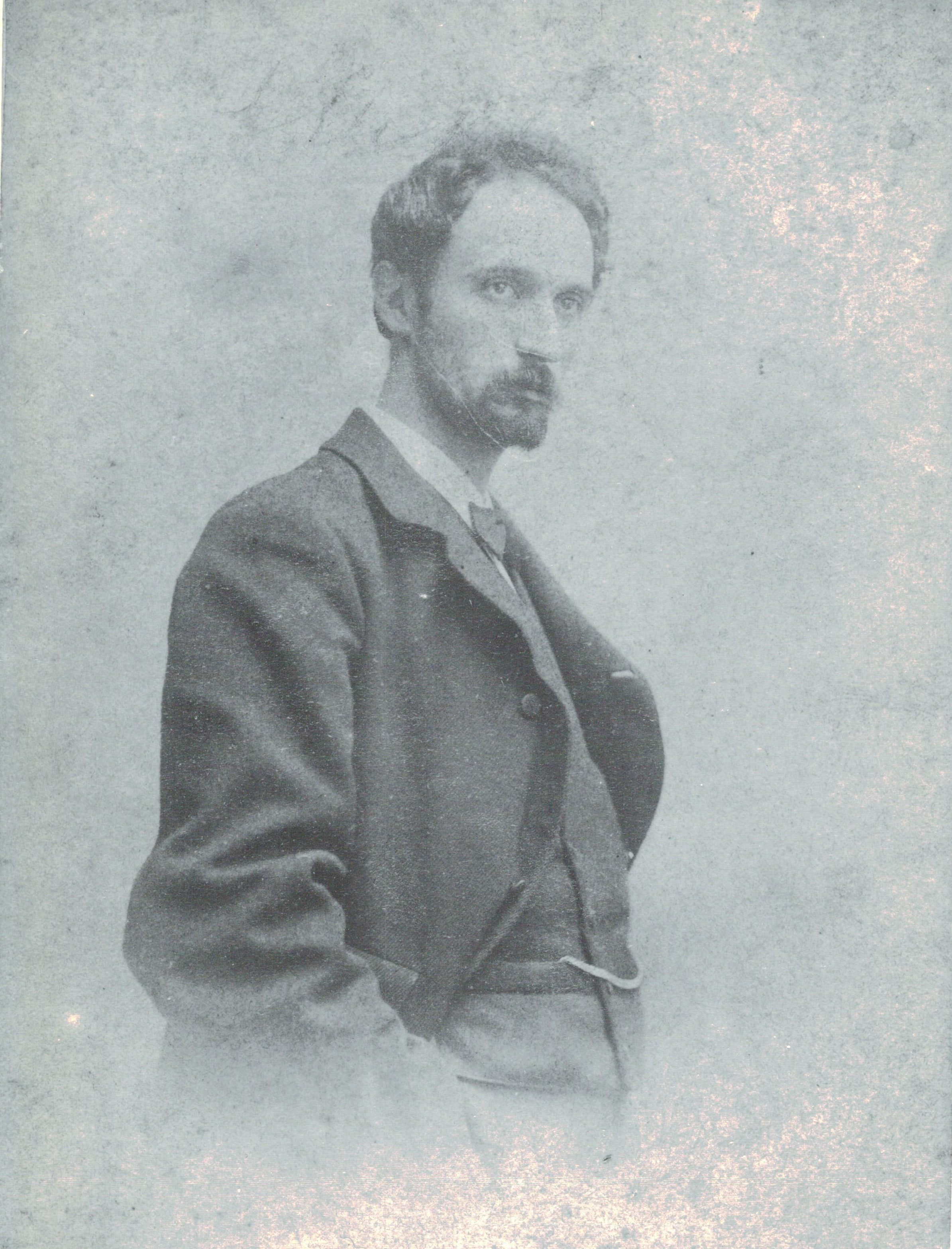
Eugenio Pellini

Marchirolo ist eine italienische Gemeinde (comune) in der Provinz Varese in der Region Lombardei.

## Geographie
Das Gemeindegebiet umfasst eine Fläche von 5,49 km². Der Ort liegt auf einer Höhe von 500 Metern ü. M. Die Nachbargemeinden sind Cadegliano-Viconago, Cuasso al Monte, Cugliate-Fabiasco, Marzio und Valganna.

## Geschichte
In der Römerzeit wurde das Ortsgebiet von der Römerstraße Via Varesina durchquert, die Mediolanum (Mailand) mit Luganum (Lugano) verband. Marchirolo war Teil des Lehens Val Travaglia, das 1438 von Filippo Maria Visconti an den Grafen von Locarno Franchino Rusca vergeben wurde. Ab 1583 ging das Gebiet an die Familie Marliani über, da es zum Lehen der Quattro Valli gehörte, als Oberhaupt des Marchirolo-Talgeschwaders. Laut den Antworten auf die 45 Fragen von 1751 der II. Junta der Volkszählung gehörte Marchirolo zur Gemeinde Valtravaglia und war der Vorsteher einer der vier Gruppen, aus denen die Gemeinde bestand. Die Gemeinde wurde mit dem Mailänder Grafen Giovanni Emanuele Marliani belehnt, an den sie jährlich 130 Lire an Lehnsabgaben zahlte. Der ordentliche Richter des Territoriums war der feudale Podestà, der im Luino residierte, wo der Konsul von Marchirolo seinen Eid abzulegen pflegte. Das Gehalt des Richters betrug neuneinhalb Lire.
Aufgrund der einfachen Verwaltung und der bescheidenen Interessen hatte die Gemeinde keine Abgeordneten oder Ratsmitglieder. Im Bedarfsfall wurde der Rat von allen Familienoberhäuptern auf dem öffentlichen Platz oder an einem anderen öffentlichen Ort einberufen. Die Familienoberhäupter, vor allem die angesehensten, wählten einen Bürgermeister, dessen Aufgabe es war, die Gemeindesteuern zu erheben und zu veröffentlichen, die Steuerlast zu verteilen und alle öffentlichen Angelegenheiten der Stadt zu überwachen. Der Bürgermeister fungierte auch als Kanzler und führte die öffentlichen Akten, die er am Ende seiner Amtszeit an den neuen Bürgermeister übergab.
Die Pieve von San Martino di Marchirolo wurde am 19. August 1633 vom Bischof von Como, Lazzaro Caraffino, durch Abtrennung von der Pieve San Giovanni Battista von Agno und Hinzufügung von Cunardo aus der Val Cuvia gegründet. Folgende Kirchen unterstanden dem Propst von Marchirolo: Heilige Fedele und Silvestro von Arbizzo, San Giulio von Cugliate, Sant’Abbondio von Cunardo, Läuterung der Jungfrau Maria von Fabiasco, Heilige Peter und Paul von Lavena, Der heilige Sebastian von Marzio, Johannes der Täufer von Viconago.
Nach dem vorübergehenden Zusammenschluss der lombardischen Provinzen mit dem Königreich Sardinien wurde die Gemeinde Marchirolo mit 827 Einwohnern, die von einem 15-köpfigen Gemeinderat und einem zweiköpfigen Stadtrat verwaltet wird, auf der Grundlage der durch das Gesetz vom 23. Oktober 1859 festgelegten Gebietsaufteilung in das Mandamento V von Luvino, Bezirk II von Varese, Provinz Como, aufgenommen. Bei der Gründung des Königreichs Italien im Jahr 1861 hatte die Gemeinde 828 Einwohner (Volkszählung 1861). Nach dem Gemeindegesetz von 1865 wurde die Gemeinde von einem Bürgermeister, einer Junta und einem Rat verwaltet. Im Jahr 1867 wurde die Gemeinde in denselben Bezirk, Kreis und dieselbe Provinz eingegliedert (Verwaltungsbezirk 1867).
Im Jahr 1924 wurde die Gemeinde in den Bezirk Varese der Provinz Como eingegliedert. Nach der Gemeindereform von 1926 wurde die Gemeinde von einem Podestà verwaltet. Im Jahr 1927 wurde die Gemeinde der Provinz Varese zugeschlagen. Im Jahr 1928 wurde die Gemeinde Marchirolo zur neuen Gemeinde Val Marchirolo (R. D. 10. August 1928, n. 2043) zusammengefasst, die später den Namen Cugliate-Fabiasco erhielt. Während des Zweiten Weltkriegs, unter der deutschen Besatzung und der Republik von Salò, trug Fernando Torreggiani, ein antifaschistischer Katholik, entscheidend zur Rettung der sechs Mitglieder der jüdischen Familie der Melli Rossi aus Ferrara bei, indem er sie der Deportation entzog und ihnen die Flucht in die nahe gelegene Schweiz ermöglichte. Für dieses solidarische Engagement hat das Yad Vashem Institut von Jerusalem Fernando Torreggiani am 4. März 2001 den Ehrentitel eines Gerechten unter den Völkern verliehen.
Marchirolo ist der Geburtsort von Eugenio Pellini, einem italienischen Bildhauer und Lehrer, einem Vertreter der lombardischen Scapigliatura-Bewegung.

## Bevölkerung
| Bevölkerungsentwicklung | Bevölkerungsentwicklung | Bevölkerungsentwicklung | Bevölkerungsentwicklung | Bevölkerungsentwicklung | Bevölkerungsentwicklung | Bevölkerungsentwicklung | Bevölkerungsentwicklung | Bevölkerungsentwicklung | Bevölkerungsentwicklung | Bevölkerungsentwicklung | Bevölkerungsentwicklung | Bevölkerungsentwicklung | Bevölkerungsentwicklung | Bevölkerungsentwicklung |
| ----------------------- | ----------------------- | ----------------------- | ----------------------- | ----------------------- | ----------------------- | ----------------------- | ----------------------- | ----------------------- | ----------------------- | ----------------------- | ----------------------- | ----------------------- | ----------------------- | ----------------------- |
| Jahr                    | 1751                    | 1805                    | 1809                    | 1853                    | 1881                    | 1901                    | 1921                    | 1928                    | 1951                    | 1981                    | 1991                    | 2001                    | 2011                    | 2021                    |
| Einwohner               | 544                     | 579                     | *2860                   | 803                     | 853                     | 868                     | 860                     | *1744                   | 944                     | 2312                    | 2875                    | 3153                    | 3381                    | 3445                    |

- 1809 Fusion mit Arbizzo, Cremenaga, Cugliate, Cunardo, Fabiasco e Viconago
- 1928 Fusion mit Cugliate und Fabiasco

## Sehenswürdigkeiten
- Pfarrkirche San Martino erwähnt 12. Jahrhundert, Ende 17. Jahrhundert renoviert, bewahrt eine Madonna delle Grazie (15. Jahrhundert)
- Kirche Santi Pietro e Paolo im Barockstil (1670)
- Kirche San Francesco d’Assisi (1640)
- Oratorium San Paolo im Wald oberhalb des Dorfes
- Museum Pellini Bozzolo mit Werken von Eugenio Pellini, Eros Pellini und Adriano Bozzolo
- Befestigungen der Linie Luigi Cadorna (1918) auf dem Berg La Nave

## Persönlichkeiten
- Eugenio Pellini (1869–1934), Bildhauer
- Fernando Torreggiani, Gerechter unter den Völkern